# 1973年のナショナルリーグチャンピオンシップシリーズ
1973年の野球において、メジャーリーグベースボール（MLB）のポストシーズンは10月6日に開幕した。ナショナルリーグの第5回リーグチャンピオンシップシリーズ（5th National League Championship Series、以下「リーグ優勝決定戦」と表記）は、同日から10日にかけて計5試合が開催された。その結果、ニューヨーク・メッツ（東地区）がシンシナティ・レッズ（西地区）を3勝2敗で下し、4年ぶり2回目のリーグ優勝およびワールドシリーズ進出を果たした。
両球団がリーグ優勝決定戦で対戦するのはこれが初めて。レギュラーシーズンでは両球団は12試合対戦し、レッズが8勝4敗と勝ち越していた。レッズの99勝63敗がこの年のMLB全体でも最高の成績だったのに対し、メッツの82勝79敗はポストシーズン進出球団史上最低の成績だったことから、シリーズ開幕前はレッズが優位とみられていたが、メッツは下馬評を覆してシリーズを制した。レギュラーシーズン勝率が低いほうの球団が制したポストシーズンのシリーズとしては、勝率差102ポイントは当時歴代2位の大きさだった。しかしメッツは、ワールドシリーズではアメリカンリーグ王者オークランド・アスレチックスに3勝4敗で敗れ、4年ぶり2度目の優勝を逃した。

## 試合結果
1973年のナショナルリーグ優勝決定戦は10月6日に開幕し、5日間で5試合が行われた。日程・結果は以下の通り。
| 日付                                                | 試合  | ビジター球団（先攻） | スコア | ホーム球団（後攻）   | 開催球場                   | 開催球場                                           |
| --------------------------------------------------- | ----- | -------------------- | ------ | -------------------- | -------------------------- | -------------------------------------------------- |
| 10月06日（土）                                      | 第1戦 | ニューヨーク・メッツ | 1－2x  | シンシナティ・レッズ | リバーフロント・スタジアム | リバーフロント・ · スタジアムシェイ・ · スタジアム |
| 10月07日（日）                                      | 第2戦 | ニューヨーク・メッツ | 5－0   | シンシナティ・レッズ | リバーフロント・スタジアム | リバーフロント・ · スタジアムシェイ・ · スタジアム |
| 10月08日（月）                                      | 第3戦 | シンシナティ・レッズ | 2－9   | ニューヨーク・メッツ | シェイ・スタジアム         | リバーフロント・ · スタジアムシェイ・ · スタジアム |
| 10月09日（火）                                      | 第4戦 | シンシナティ・レッズ | 2－1   | ニューヨーク・メッツ | シェイ・スタジアム         | リバーフロント・ · スタジアムシェイ・ · スタジアム |
| 10月10日（水）                                      | 第5戦 | シンシナティ・レッズ | 2－7   | ニューヨーク・メッツ | シェイ・スタジアム         | リバーフロント・ · スタジアムシェイ・ · スタジアム |
| 優勝：ニューヨーク・メッツ（3勝2敗 / 4年ぶり2度目） |       |                      |        |                      |                            | リバーフロント・ · スタジアムシェイ・ · スタジアム |

### 第1戦 10月6日
- リバーフロント・スタジアム（オハイオ州シンシナティ）

|                      | 1 | 2 | 3 | 4 | 5 | 6 | 7 | 8 | 9  | R | H | E |
| -------------------- | - | - | - | - | - | - | - | - | -- | - | - | - |
| ニューヨーク・メッツ | 0 | 1 | 0 | 0 | 0 | 0 | 0 | 0 | 0  | 1 | 3 | 0 |
| シンシナティ・レッズ | 0 | 0 | 0 | 0 | 0 | 0 | 0 | 1 | 1x | 2 | 6 | 0 |

1. 勝利：ペドロ・ボーボン（1勝）
2. 敗戦：トム・シーバー（1敗）
3. 本塁打
CIN：ピート・ローズ1号ソロ、ジョニー・ベンチ1号ソロ
4. 審判
［球審］エド・スドル
［塁審］一塁: エド・バーゴ、二塁: クリス・ペレコダス、三塁: ボブ・エンゲル
［外審］左翼: ブルース・フローミング、右翼: ジェリー・デイル
5. 昼間試合  試合時間: 2時間0分  観客: 5万3431人
詳細: Baseball-Reference.com

| ニューヨーク・メッツ | ニューヨーク・メッツ | ニューヨーク・メッツ | ニューヨーク・メッツ | ニューヨーク・メッツ                                                                                    | シンシナティ・レッズ | シンシナティ・レッズ | シンシナティ・レッズ | シンシナティ・レッズ | シンシナティ・レッズ                                                                                    |
| -------------------- | -------------------- | -------------------- | -------------------- | --- | -------------------- | -------------------- | -------------------- | -------------------- | --- |
| 打順                 | 守備                 | 選手                 | 打席                 | T・シーバーJ・グロートJ・ミルナーF・ミヤーンW・ギャレットB・ハレルソンC・ジョーンズD・ハーンR・スタウブ | 打順                 | 守備                 | 選手                 | 打席                 | J・ビリンガムJ・ベンチT・ペレスJ・モーガンD・ドリーセンD・チェイニーP・ローズC・ジェロニモK・グリフィー |
| 1                    | 三                   | W・ギャレット        | 左                   | T・シーバーJ・グロートJ・ミルナーF・ミヤーンW・ギャレットB・ハレルソンC・ジョーンズD・ハーンR・スタウブ | 1                    | 左                   | P・ローズ            | 両                   | J・ビリンガムJ・ベンチT・ペレスJ・モーガンD・ドリーセンD・チェイニーP・ローズC・ジェロニモK・グリフィー |
| 2                    | 二                   | F・ミヤーン          | 右                   | T・シーバーJ・グロートJ・ミルナーF・ミヤーンW・ギャレットB・ハレルソンC・ジョーンズD・ハーンR・スタウブ | 2                    | 二                   | J・モーガン          | 左                   | J・ビリンガムJ・ベンチT・ペレスJ・モーガンD・ドリーセンD・チェイニーP・ローズC・ジェロニモK・グリフィー |
| 3                    | 右                   | R・スタウブ          | 左                   | T・シーバーJ・グロートJ・ミルナーF・ミヤーンW・ギャレットB・ハレルソンC・ジョーンズD・ハーンR・スタウブ | 3                    | 三                   | D・ドリーセン        | 左                   | J・ビリンガムJ・ベンチT・ペレスJ・モーガンD・ドリーセンD・チェイニーP・ローズC・ジェロニモK・グリフィー |
| 4                    | 一                   | J・ミルナー          | 左                   | T・シーバーJ・グロートJ・ミルナーF・ミヤーンW・ギャレットB・ハレルソンC・ジョーンズD・ハーンR・スタウブ | 4                    | 一                   | T・ペレス            | 右                   | J・ビリンガムJ・ベンチT・ペレスJ・モーガンD・ドリーセンD・チェイニーP・ローズC・ジェロニモK・グリフィー |
| 5                    | 左                   | C・ジョーンズ        | 右                   | T・シーバーJ・グロートJ・ミルナーF・ミヤーンW・ギャレットB・ハレルソンC・ジョーンズD・ハーンR・スタウブ | 5                    | 捕                   | J・ベンチ            | 右                   | J・ビリンガムJ・ベンチT・ペレスJ・モーガンD・ドリーセンD・チェイニーP・ローズC・ジェロニモK・グリフィー |
| 6                    | 捕                   | J・グロート          | 右                   | T・シーバーJ・グロートJ・ミルナーF・ミヤーンW・ギャレットB・ハレルソンC・ジョーンズD・ハーンR・スタウブ | 6                    | 右                   | K・グリフィー        | 左                   | J・ビリンガムJ・ベンチT・ペレスJ・モーガンD・ドリーセンD・チェイニーP・ローズC・ジェロニモK・グリフィー |
| 7                    | 中                   | D・ハーン            | 右                   | T・シーバーJ・グロートJ・ミルナーF・ミヤーンW・ギャレットB・ハレルソンC・ジョーンズD・ハーンR・スタウブ | 7                    | 中                   | C・ジェロニモ        | 左                   | J・ビリンガムJ・ベンチT・ペレスJ・モーガンD・ドリーセンD・チェイニーP・ローズC・ジェロニモK・グリフィー |
| 8                    | 遊                   | B・ハレルソン        | 両                   | T・シーバーJ・グロートJ・ミルナーF・ミヤーンW・ギャレットB・ハレルソンC・ジョーンズD・ハーンR・スタウブ | 8                    | 遊                   | D・チェイニー        | 両                   | J・ビリンガムJ・ベンチT・ペレスJ・モーガンD・ドリーセンD・チェイニーP・ローズC・ジェロニモK・グリフィー |
| 9                    | 投                   | T・シーバー          | 右                   | T・シーバーJ・グロートJ・ミルナーF・ミヤーンW・ギャレットB・ハレルソンC・ジョーンズD・ハーンR・スタウブ | 9                    | 投                   | J・ビリンガム        | 右                   | J・ビリンガムJ・ベンチT・ペレスJ・モーガンD・ドリーセンD・チェイニーP・ローズC・ジェロニモK・グリフィー |
| 先発投手             | 先発投手             | 先発投手             | 投球                 | T・シーバーJ・グロートJ・ミルナーF・ミヤーンW・ギャレットB・ハレルソンC・ジョーンズD・ハーンR・スタウブ | 先発投手             | 先発投手             | 先発投手             | 投球                 | J・ビリンガムJ・ベンチT・ペレスJ・モーガンD・ドリーセンD・チェイニーP・ローズC・ジェロニモK・グリフィー |
| T・シーバー          | T・シーバー          | T・シーバー          | 右                   | T・シーバーJ・グロートJ・ミルナーF・ミヤーンW・ギャレットB・ハレルソンC・ジョーンズD・ハーンR・スタウブ | J・ビリンガム        | J・ビリンガム        | J・ビリンガム        | 右                   | J・ビリンガムJ・ベンチT・ペレスJ・モーガンD・ドリーセンD・チェイニーP・ローズC・ジェロニモK・グリフィー |

### 第2戦 10月7日
- リバーフロント・スタジアム（オハイオ州シンシナティ）

|                      | 1 | 2 | 3 | 4 | 5 | 6 | 7 | 8 | 9 | R | H | E |
| -------------------- | - | - | - | - | - | - | - | - | - | - | - | - |
| ニューヨーク・メッツ | 0 | 0 | 0 | 1 | 0 | 0 | 0 | 0 | 4 | 5 | 7 | 2 |
| シンシナティ・レッズ | 0 | 0 | 0 | 0 | 0 | 0 | 0 | 0 | 0 | 0 | 2 | 0 |

1. 勝利：ジョン・マトラック（1勝）
2. 敗戦：ドン・ガレット（1敗）
3. 本塁打
NYM：ラスティ・スタウブ1号ソロ
4. 審判
［球審］エド・バーゴ
［塁審］一塁: クリス・ペレコダス、二塁: ボブ・エンゲル、三塁: ブルース・フローミング
［外審］左翼: ジェリー・デイル、右翼: エド・スドル
5. 昼間試合  試合時間: 2時間19分  観客: 5万4041人
詳細: Baseball-Reference.com

| ニューヨーク・メッツ | ニューヨーク・メッツ | ニューヨーク・メッツ | ニューヨーク・メッツ | ニューヨーク・メッツ                                                                                      | シンシナティ・レッズ | シンシナティ・レッズ | シンシナティ・レッズ | シンシナティ・レッズ | シンシナティ・レッズ                                                                              |
| -------------------- | -------------------- | -------------------- | -------------------- | --- | -------------------- | -------------------- | -------------------- | -------------------- | ------------------------------------------------------------------------------------------------- |
| 打順                 | 守備                 | 選手                 | 打席                 | J・マトラックJ・グロートJ・ミルナーF・ミヤーンW・ギャレットB・ハレルソンC・ジョーンズD・ハーンR・スタウブ | 打順                 | 守備                 | 選手                 | 打席                 | D・ガレットJ・ベンチT・ペレスJ・モーガンD・ドリーセンD・チェイニーP・ローズC・ジェロニモA・コスコ |
| 1                    | 三                   | W・ギャレット        | 左                   | J・マトラックJ・グロートJ・ミルナーF・ミヤーンW・ギャレットB・ハレルソンC・ジョーンズD・ハーンR・スタウブ | 1                    | 左                   | P・ローズ            | 両                   | D・ガレットJ・ベンチT・ペレスJ・モーガンD・ドリーセンD・チェイニーP・ローズC・ジェロニモA・コスコ |
| 2                    | 二                   | F・ミヤーン          | 右                   | J・マトラックJ・グロートJ・ミルナーF・ミヤーンW・ギャレットB・ハレルソンC・ジョーンズD・ハーンR・スタウブ | 2                    | 二                   | J・モーガン          | 左                   | D・ガレットJ・ベンチT・ペレスJ・モーガンD・ドリーセンD・チェイニーP・ローズC・ジェロニモA・コスコ |
| 3                    | 右                   | R・スタウブ          | 左                   | J・マトラックJ・グロートJ・ミルナーF・ミヤーンW・ギャレットB・ハレルソンC・ジョーンズD・ハーンR・スタウブ | 3                    | 一                   | T・ペレス            | 右                   | D・ガレットJ・ベンチT・ペレスJ・モーガンD・ドリーセンD・チェイニーP・ローズC・ジェロニモA・コスコ |
| 4                    | 左                   | C・ジョーンズ        | 右                   | J・マトラックJ・グロートJ・ミルナーF・ミヤーンW・ギャレットB・ハレルソンC・ジョーンズD・ハーンR・スタウブ | 4                    | 捕                   | J・ベンチ            | 右                   | D・ガレットJ・ベンチT・ペレスJ・モーガンD・ドリーセンD・チェイニーP・ローズC・ジェロニモA・コスコ |
| 5                    | 一                   | J・ミルナー          | 左                   | J・マトラックJ・グロートJ・ミルナーF・ミヤーンW・ギャレットB・ハレルソンC・ジョーンズD・ハーンR・スタウブ | 5                    | 右                   | A・コスコ            | 右                   | D・ガレットJ・ベンチT・ペレスJ・モーガンD・ドリーセンD・チェイニーP・ローズC・ジェロニモA・コスコ |
| 6                    | 捕                   | J・グロート          | 右                   | J・マトラックJ・グロートJ・ミルナーF・ミヤーンW・ギャレットB・ハレルソンC・ジョーンズD・ハーンR・スタウブ | 6                    | 三                   | D・ドリーセン        | 左                   | D・ガレットJ・ベンチT・ペレスJ・モーガンD・ドリーセンD・チェイニーP・ローズC・ジェロニモA・コスコ |
| 7                    | 中                   | D・ハーン            | 右                   | J・マトラックJ・グロートJ・ミルナーF・ミヤーンW・ギャレットB・ハレルソンC・ジョーンズD・ハーンR・スタウブ | 7                    | 中                   | C・ジェロニモ        | 左                   | D・ガレットJ・ベンチT・ペレスJ・モーガンD・ドリーセンD・チェイニーP・ローズC・ジェロニモA・コスコ |
| 8                    | 遊                   | B・ハレルソン        | 両                   | J・マトラックJ・グロートJ・ミルナーF・ミヤーンW・ギャレットB・ハレルソンC・ジョーンズD・ハーンR・スタウブ | 8                    | 遊                   | D・チェイニー        | 両                   | D・ガレットJ・ベンチT・ペレスJ・モーガンD・ドリーセンD・チェイニーP・ローズC・ジェロニモA・コスコ |
| 9                    | 投                   | J・マトラック        | 右                   | J・マトラックJ・グロートJ・ミルナーF・ミヤーンW・ギャレットB・ハレルソンC・ジョーンズD・ハーンR・スタウブ | 9                    | 投                   | D・ガレット          | 右                   | D・ガレットJ・ベンチT・ペレスJ・モーガンD・ドリーセンD・チェイニーP・ローズC・ジェロニモA・コスコ |
| 先発投手             | 先発投手             | 先発投手             | 投球                 | J・マトラックJ・グロートJ・ミルナーF・ミヤーンW・ギャレットB・ハレルソンC・ジョーンズD・ハーンR・スタウブ | 先発投手             | 先発投手             | 先発投手             | 投球                 | D・ガレットJ・ベンチT・ペレスJ・モーガンD・ドリーセンD・チェイニーP・ローズC・ジェロニモA・コスコ |
| J・マトラック        | J・マトラック        | J・マトラック        | 右                   | J・マトラックJ・グロートJ・ミルナーF・ミヤーンW・ギャレットB・ハレルソンC・ジョーンズD・ハーンR・スタウブ | D・ガレット          | D・ガレット          | D・ガレット          | 左                   | D・ガレットJ・ベンチT・ペレスJ・モーガンD・ドリーセンD・チェイニーP・ローズC・ジェロニモA・コスコ |

### 第3戦 10月8日
- シェイ・スタジアム（ニューヨーク州ニューヨーク市クイーンズ区）

|                      | 1 | 2 | 3 | 4 | 5 | 6 | 7 | 8 | 9 | R | H  | E |
| -------------------- | - | - | - | - | - | - | - | - | - | - | -- | - |
| シンシナティ・レッズ | 0 | 0 | 2 | 0 | 0 | 0 | 0 | 0 | 0 | 2 | 8  | 1 |
| ニューヨーク・メッツ | 1 | 5 | 1 | 2 | 0 | 0 | 0 | 0 | X | 9 | 11 | 1 |

1. 勝利：ジェリー・クーズマン（1勝）
2. 敗戦：ロス・グリムズリー（1敗）
3. 本塁打
CIN：デニス・メンキー1号ソロ
NYM：ラスティ・スタウブ2号ソロ・3号3ラン
4. 審判
［球審］クリス・ペレコダス
［塁審］一塁: ボブ・エンゲル、二塁: ブルース・フローミング、三塁: ジェリー・デイル
［外審］左翼: エド・スドル、右翼: エド・バーゴ
5. 昼間試合  試合時間: 2時間48分  観客: 5万3967人
詳細: Baseball-Reference.com

| シンシナティ・レッズ | シンシナティ・レッズ | シンシナティ・レッズ | シンシナティ・レッズ | シンシナティ・レッズ                                                                                      | ニューヨーク・メッツ | ニューヨーク・メッツ | ニューヨーク・メッツ | ニューヨーク・メッツ | ニューヨーク・メッツ                                                                                      |
| -------------------- | -------------------- | -------------------- | -------------------- | --- | -------------------- | -------------------- | -------------------- | -------------------- | --- |
| 打順                 | 守備                 | 選手                 | 打席                 | R・グリムズリーJ・ベンチT・ペレスJ・モーガンD・メンキーD・チェイニーP・ローズE・アームブリスターA・コスコ | 打順                 | 守備                 | 選手                 | 打席                 | J・クーズマンJ・グロートJ・ミルナーF・ミヤーンW・ギャレットB・ハレルソンC・ジョーンズD・ハーンR・スタウブ |
| 1                    | 左                   | P・ローズ            | 両                   | R・グリムズリーJ・ベンチT・ペレスJ・モーガンD・メンキーD・チェイニーP・ローズE・アームブリスターA・コスコ | 1                    | 三                   | W・ギャレット        | 左                   | J・クーズマンJ・グロートJ・ミルナーF・ミヤーンW・ギャレットB・ハレルソンC・ジョーンズD・ハーンR・スタウブ |
| 2                    | 二                   | J・モーガン          | 左                   | R・グリムズリーJ・ベンチT・ペレスJ・モーガンD・メンキーD・チェイニーP・ローズE・アームブリスターA・コスコ | 2                    | 二                   | F・ミヤーン          | 右                   | J・クーズマンJ・グロートJ・ミルナーF・ミヤーンW・ギャレットB・ハレルソンC・ジョーンズD・ハーンR・スタウブ |
| 3                    | 一                   | T・ペレス            | 右                   | R・グリムズリーJ・ベンチT・ペレスJ・モーガンD・メンキーD・チェイニーP・ローズE・アームブリスターA・コスコ | 3                    | 右                   | R・スタウブ          | 左                   | J・クーズマンJ・グロートJ・ミルナーF・ミヤーンW・ギャレットB・ハレルソンC・ジョーンズD・ハーンR・スタウブ |
| 4                    | 捕                   | J・ベンチ            | 右                   | R・グリムズリーJ・ベンチT・ペレスJ・モーガンD・メンキーD・チェイニーP・ローズE・アームブリスターA・コスコ | 4                    | 左                   | C・ジョーンズ        | 右                   | J・クーズマンJ・グロートJ・ミルナーF・ミヤーンW・ギャレットB・ハレルソンC・ジョーンズD・ハーンR・スタウブ |
| 5                    | 右                   | A・コスコ            | 右                   | R・グリムズリーJ・ベンチT・ペレスJ・モーガンD・メンキーD・チェイニーP・ローズE・アームブリスターA・コスコ | 5                    | 一                   | J・ミルナー          | 左                   | J・クーズマンJ・グロートJ・ミルナーF・ミヤーンW・ギャレットB・ハレルソンC・ジョーンズD・ハーンR・スタウブ |
| 6                    | 中                   | E・アームブリスター  | 右                   | R・グリムズリーJ・ベンチT・ペレスJ・モーガンD・メンキーD・チェイニーP・ローズE・アームブリスターA・コスコ | 6                    | 捕                   | J・グロート          | 右                   | J・クーズマンJ・グロートJ・ミルナーF・ミヤーンW・ギャレットB・ハレルソンC・ジョーンズD・ハーンR・スタウブ |
| 7                    | 三                   | D・メンキー          | 右                   | R・グリムズリーJ・ベンチT・ペレスJ・モーガンD・メンキーD・チェイニーP・ローズE・アームブリスターA・コスコ | 7                    | 中                   | D・ハーン            | 右                   | J・クーズマンJ・グロートJ・ミルナーF・ミヤーンW・ギャレットB・ハレルソンC・ジョーンズD・ハーンR・スタウブ |
| 8                    | 遊                   | D・チェイニー        | 両                   | R・グリムズリーJ・ベンチT・ペレスJ・モーガンD・メンキーD・チェイニーP・ローズE・アームブリスターA・コスコ | 8                    | 遊                   | B・ハレルソン        | 両                   | J・クーズマンJ・グロートJ・ミルナーF・ミヤーンW・ギャレットB・ハレルソンC・ジョーンズD・ハーンR・スタウブ |
| 9                    | 投                   | R・グリムズリー      | 左                   | R・グリムズリーJ・ベンチT・ペレスJ・モーガンD・メンキーD・チェイニーP・ローズE・アームブリスターA・コスコ | 9                    | 投                   | J・クーズマン        | 右                   | J・クーズマンJ・グロートJ・ミルナーF・ミヤーンW・ギャレットB・ハレルソンC・ジョーンズD・ハーンR・スタウブ |
| 先発投手             | 先発投手             | 先発投手             | 投球                 | R・グリムズリーJ・ベンチT・ペレスJ・モーガンD・メンキーD・チェイニーP・ローズE・アームブリスターA・コスコ | 先発投手             | 先発投手             | 先発投手             | 投球                 | J・クーズマンJ・グロートJ・ミルナーF・ミヤーンW・ギャレットB・ハレルソンC・ジョーンズD・ハーンR・スタウブ |
| R・グリムズリー      | R・グリムズリー      | R・グリムズリー      | 左                   | R・グリムズリーJ・ベンチT・ペレスJ・モーガンD・メンキーD・チェイニーP・ローズE・アームブリスターA・コスコ | J・クーズマン        | J・クーズマン        | J・クーズマン        | 左                   | J・クーズマンJ・グロートJ・ミルナーF・ミヤーンW・ギャレットB・ハレルソンC・ジョーンズD・ハーンR・スタウブ |

### 第4戦 10月9日
- シェイ・スタジアム（ニューヨーク州ニューヨーク市クイーンズ区）

|                      | 1 | 2 | 3 | 4 | 5 | 6 | 7 | 8 | 9 | 10 | 11 | 12 | R | H | E |
| -------------------- | - | - | - | - | - | - | - | - | - | -- | -- | -- | - | - | - |
| シンシナティ・レッズ | 0 | 0 | 0 | 0 | 0 | 0 | 1 | 0 | 0 | 0  | 0  | 1  | 2 | 8 | 0 |
| ニューヨーク・メッツ | 0 | 0 | 1 | 0 | 0 | 0 | 0 | 0 | 0 | 0  | 0  | 0  | 1 | 3 | 1 |

1. 勝利：クレイ・キャロル（1勝）
2. セーブ：ペドロ・ボーボン（1勝1S）
3. 敗戦：ハリー・パーカー（1敗）
4. 本塁打
CIN：トニー・ペレス1号ソロ、ピート・ローズ2号ソロ
5. 審判
［球審］ボブ・エンゲル
［塁審］一塁: ブルース・フローミング、二塁: ジェリー・デイル、三塁: エド・スドル
［外審］左翼: エド・バーゴ、右翼: クリス・ペレコダス
6. 昼間試合  試合時間: 3時間7分  観客: 5万786人
詳細: Baseball-Reference.com

| シンシナティ・レッズ | シンシナティ・レッズ | シンシナティ・レッズ | シンシナティ・レッズ | シンシナティ・レッズ                                                                            | ニューヨーク・メッツ | ニューヨーク・メッツ | ニューヨーク・メッツ | ニューヨーク・メッツ | ニューヨーク・メッツ                                                                                    |
| -------------------- | -------------------- | -------------------- | -------------------- | ----------------------------------------------------------------------------------------------- | -------------------- | -------------------- | -------------------- | -------------------- | --- |
| 打順                 | 守備                 | 選手                 | 打席                 | F・ノーマンJ・ベンチT・ペレスJ・モーガンD・メンキーD・チェイニーP・ローズC・ジェロニモA・コスコ | 打順                 | 守備                 | 選手                 | 打席                 | G・ストーンJ・グロートJ・ミルナーF・ミヤーンW・ギャレットB・ハレルソンC・ジョーンズD・ハーンR・スタウブ |
| 1                    | 左                   | P・ローズ            | 両                   | F・ノーマンJ・ベンチT・ペレスJ・モーガンD・メンキーD・チェイニーP・ローズC・ジェロニモA・コスコ | 1                    | 三                   | W・ギャレット        | 左                   | G・ストーンJ・グロートJ・ミルナーF・ミヤーンW・ギャレットB・ハレルソンC・ジョーンズD・ハーンR・スタウブ |
| 2                    | 二                   | J・モーガン          | 左                   | F・ノーマンJ・ベンチT・ペレスJ・モーガンD・メンキーD・チェイニーP・ローズC・ジェロニモA・コスコ | 2                    | 二                   | F・ミヤーン          | 右                   | G・ストーンJ・グロートJ・ミルナーF・ミヤーンW・ギャレットB・ハレルソンC・ジョーンズD・ハーンR・スタウブ |
| 3                    | 一                   | T・ペレス            | 右                   | F・ノーマンJ・ベンチT・ペレスJ・モーガンD・メンキーD・チェイニーP・ローズC・ジェロニモA・コスコ | 3                    | 右                   | R・スタウブ          | 左                   | G・ストーンJ・グロートJ・ミルナーF・ミヤーンW・ギャレットB・ハレルソンC・ジョーンズD・ハーンR・スタウブ |
| 4                    | 捕                   | J・ベンチ            | 右                   | F・ノーマンJ・ベンチT・ペレスJ・モーガンD・メンキーD・チェイニーP・ローズC・ジェロニモA・コスコ | 4                    | 左                   | C・ジョーンズ        | 右                   | G・ストーンJ・グロートJ・ミルナーF・ミヤーンW・ギャレットB・ハレルソンC・ジョーンズD・ハーンR・スタウブ |
| 5                    | 右                   | A・コスコ            | 右                   | F・ノーマンJ・ベンチT・ペレスJ・モーガンD・メンキーD・チェイニーP・ローズC・ジェロニモA・コスコ | 5                    | 一                   | J・ミルナー          | 左                   | G・ストーンJ・グロートJ・ミルナーF・ミヤーンW・ギャレットB・ハレルソンC・ジョーンズD・ハーンR・スタウブ |
| 6                    | 三                   | D・メンキー          | 右                   | F・ノーマンJ・ベンチT・ペレスJ・モーガンD・メンキーD・チェイニーP・ローズC・ジェロニモA・コスコ | 6                    | 捕                   | J・グロート          | 右                   | G・ストーンJ・グロートJ・ミルナーF・ミヤーンW・ギャレットB・ハレルソンC・ジョーンズD・ハーンR・スタウブ |
| 7                    | 中                   | C・ジェロニモ        | 左                   | F・ノーマンJ・ベンチT・ペレスJ・モーガンD・メンキーD・チェイニーP・ローズC・ジェロニモA・コスコ | 7                    | 中                   | D・ハーン            | 右                   | G・ストーンJ・グロートJ・ミルナーF・ミヤーンW・ギャレットB・ハレルソンC・ジョーンズD・ハーンR・スタウブ |
| 8                    | 遊                   | D・チェイニー        | 両                   | F・ノーマンJ・ベンチT・ペレスJ・モーガンD・メンキーD・チェイニーP・ローズC・ジェロニモA・コスコ | 8                    | 遊                   | B・ハレルソン        | 両                   | G・ストーンJ・グロートJ・ミルナーF・ミヤーンW・ギャレットB・ハレルソンC・ジョーンズD・ハーンR・スタウブ |
| 9                    | 投                   | F・ノーマン          | 両                   | F・ノーマンJ・ベンチT・ペレスJ・モーガンD・メンキーD・チェイニーP・ローズC・ジェロニモA・コスコ | 9                    | 投                   | G・ストーン          | 左                   | G・ストーンJ・グロートJ・ミルナーF・ミヤーンW・ギャレットB・ハレルソンC・ジョーンズD・ハーンR・スタウブ |
| 先発投手             | 先発投手             | 先発投手             | 投球                 | F・ノーマンJ・ベンチT・ペレスJ・モーガンD・メンキーD・チェイニーP・ローズC・ジェロニモA・コスコ | 先発投手             | 先発投手             | 先発投手             | 投球                 | G・ストーンJ・グロートJ・ミルナーF・ミヤーンW・ギャレットB・ハレルソンC・ジョーンズD・ハーンR・スタウブ |
| F・ノーマン          | F・ノーマン          | F・ノーマン          | 左                   | F・ノーマンJ・ベンチT・ペレスJ・モーガンD・メンキーD・チェイニーP・ローズC・ジェロニモA・コスコ | G・ストーン          | G・ストーン          | G・ストーン          | 左                   | G・ストーンJ・グロートJ・ミルナーF・ミヤーンW・ギャレットB・ハレルソンC・ジョーンズD・ハーンR・スタウブ |

### 第5戦 10月10日
- シェイ・スタジアム（ニューヨーク州ニューヨーク市クイーンズ区）

|                      | 1 | 2 | 3 | 4 | 5 | 6 | 7 | 8 | 9 | R | H  | E |
| -------------------- | - | - | - | - | - | - | - | - | - | - | -- | - |
| シンシナティ・レッズ | 0 | 0 | 1 | 0 | 1 | 0 | 0 | 0 | 0 | 2 | 7  | 1 |
| ニューヨーク・メッツ | 2 | 0 | 0 | 0 | 4 | 1 | 0 | 0 | X | 7 | 13 | 1 |

1. 勝利：トム・シーバー（1勝1敗）
2. セーブ：タグ・マグロウ（1S）
3. 敗戦：ジャック・ビリンガム（1敗）
4. 審判
［球審］ブルース・フローミング
［塁審］一塁: ジェリー・デイル、二塁: エド・スドル、三塁: エド・バーゴ
［外審］左翼: クリス・ペレコダス、右翼: ボブ・エンゲル
5. 昼間試合  試合時間: 2時間40分  観客: 5万323人
詳細: Baseball-Reference.com

| シンシナティ・レッズ | シンシナティ・レッズ | シンシナティ・レッズ | シンシナティ・レッズ | シンシナティ・レッズ                                                                                    | ニューヨーク・メッツ | ニューヨーク・メッツ | ニューヨーク・メッツ | ニューヨーク・メッツ | ニューヨーク・メッツ                                                                                             |
| -------------------- | -------------------- | -------------------- | -------------------- | --- | -------------------- | -------------------- | -------------------- | -------------------- | --- |
| 打順                 | 守備                 | 選手                 | 打席                 | J・ビリンガムJ・ベンチT・ペレスJ・モーガンD・ドリーセンD・チェイニーP・ローズC・ジェロニモK・グリフィー | 打順                 | 守備                 | 選手                 | 打席                 | T・シーバーJ・グロートJ・ミルナーF・ミヤーンW・ギャレットB・ハレルソンE・クレイン · プールD・ハーンC・ジョーンズ |
| 1                    | 左                   | P・ローズ            | 両                   | J・ビリンガムJ・ベンチT・ペレスJ・モーガンD・ドリーセンD・チェイニーP・ローズC・ジェロニモK・グリフィー | 1                    | 三                   | W・ギャレット        | 左                   | T・シーバーJ・グロートJ・ミルナーF・ミヤーンW・ギャレットB・ハレルソンE・クレイン · プールD・ハーンC・ジョーンズ |
| 2                    | 二                   | J・モーガン          | 左                   | J・ビリンガムJ・ベンチT・ペレスJ・モーガンD・ドリーセンD・チェイニーP・ローズC・ジェロニモK・グリフィー | 2                    | 二                   | F・ミヤーン          | 右                   | T・シーバーJ・グロートJ・ミルナーF・ミヤーンW・ギャレットB・ハレルソンE・クレイン · プールD・ハーンC・ジョーンズ |
| 3                    | 三                   | D・ドリーセン        | 左                   | J・ビリンガムJ・ベンチT・ペレスJ・モーガンD・ドリーセンD・チェイニーP・ローズC・ジェロニモK・グリフィー | 3                    | 右                   | C・ジョーンズ        | 右                   | T・シーバーJ・グロートJ・ミルナーF・ミヤーンW・ギャレットB・ハレルソンE・クレイン · プールD・ハーンC・ジョーンズ |
| 4                    | 一                   | T・ペレス            | 右                   | J・ビリンガムJ・ベンチT・ペレスJ・モーガンD・ドリーセンD・チェイニーP・ローズC・ジェロニモK・グリフィー | 4                    | 一                   | J・ミルナー          | 左                   | T・シーバーJ・グロートJ・ミルナーF・ミヤーンW・ギャレットB・ハレルソンE・クレイン · プールD・ハーンC・ジョーンズ |
| 5                    | 捕                   | J・ベンチ            | 右                   | J・ビリンガムJ・ベンチT・ペレスJ・モーガンD・ドリーセンD・チェイニーP・ローズC・ジェロニモK・グリフィー | 5                    | 左                   | E・クレインプール    | 左                   | T・シーバーJ・グロートJ・ミルナーF・ミヤーンW・ギャレットB・ハレルソンE・クレイン · プールD・ハーンC・ジョーンズ |
| 6                    | 右                   | K・グリフィー        | 左                   | J・ビリンガムJ・ベンチT・ペレスJ・モーガンD・ドリーセンD・チェイニーP・ローズC・ジェロニモK・グリフィー | 6                    | 捕                   | J・グロート          | 右                   | T・シーバーJ・グロートJ・ミルナーF・ミヤーンW・ギャレットB・ハレルソンE・クレイン · プールD・ハーンC・ジョーンズ |
| 7                    | 中                   | C・ジェロニモ        | 左                   | J・ビリンガムJ・ベンチT・ペレスJ・モーガンD・ドリーセンD・チェイニーP・ローズC・ジェロニモK・グリフィー | 7                    | 中                   | D・ハーン            | 右                   | T・シーバーJ・グロートJ・ミルナーF・ミヤーンW・ギャレットB・ハレルソンE・クレイン · プールD・ハーンC・ジョーンズ |
| 8                    | 遊                   | D・チェイニー        | 両                   | J・ビリンガムJ・ベンチT・ペレスJ・モーガンD・ドリーセンD・チェイニーP・ローズC・ジェロニモK・グリフィー | 8                    | 遊                   | B・ハレルソン        | 両                   | T・シーバーJ・グロートJ・ミルナーF・ミヤーンW・ギャレットB・ハレルソンE・クレイン · プールD・ハーンC・ジョーンズ |
| 9                    | 投                   | J・ビリンガム        | 右                   | J・ビリンガムJ・ベンチT・ペレスJ・モーガンD・ドリーセンD・チェイニーP・ローズC・ジェロニモK・グリフィー | 9                    | 投                   | T・シーバー          | 右                   | T・シーバーJ・グロートJ・ミルナーF・ミヤーンW・ギャレットB・ハレルソンE・クレイン · プールD・ハーンC・ジョーンズ |
| 先発投手             | 先発投手             | 先発投手             | 投球                 | J・ビリンガムJ・ベンチT・ペレスJ・モーガンD・ドリーセンD・チェイニーP・ローズC・ジェロニモK・グリフィー | 先発投手             | 先発投手             | 先発投手             | 投球                 | T・シーバーJ・グロートJ・ミルナーF・ミヤーンW・ギャレットB・ハレルソンE・クレイン · プールD・ハーンC・ジョーンズ |
| J・ビリンガム        | J・ビリンガム        | J・ビリンガム        | 右                   | J・ビリンガムJ・ベンチT・ペレスJ・モーガンD・ドリーセンD・チェイニーP・ローズC・ジェロニモK・グリフィー | T・シーバー          | T・シーバー          | T・シーバー          | 右                   | T・シーバーJ・グロートJ・ミルナーF・ミヤーンW・ギャレットB・ハレルソンE・クレイン · プールD・ハーンC・ジョーンズ |